# Fokke Obbema
Fokke Obbema (Amsterdam, 1962) is een Nederlands journalist, redacteur en schrijver.
Fokke Obbema werd geboren in Amsterdam als zoon van Pieter Obbema (1930-2015), conservator westerse handschriften van de Leidse universiteitsbibliotheek. Zijn moeder was lerares Nederlands op het Stedelijk Gymnasium Leiden. Na Het Rijnlands Lyceum Oegstgeest studeerde hij vanaf 1981 rechten aan de Universiteit van Amsterdam. Tijdens zijn studie in Amsterdam was hij drie jaar persvoorlichter voor Amnesty International. Na een jaar rechtenstudie in Parijs volgde hij tussen 1987 en 1988 een studie Internationale Journalistiek in Londen. 

## de Volkskrant
Na twaalf jaar te hebben gewerkt als onder meer chef van de mediaredactie en de opinieredactie van de Volkskrant was hij van 2002 tot 2007 correspondent in Parijs voor die krant. Van 2007 tot 2011 was hij chef economie ten tijde van de kredietcrisis. Als economisch commentator van de Volkskrant bezocht Obbema China en raakte hij geboeid door de opkomst van China en de politieke en economische betekenis daarvan voor Europa. Dat bracht hem tot het schrijven van zijn boek China en Europa (2012), later vertaald als 'China and the West'. In 2017 werd Obbema bij de Volkskrant redacteur 'Zingeving'.

## Schrijver
Zijn verslaggeving over de relaties van verschillende Europese landen met China leidde tot het boek 'China en Europa'. Het boek verscheen zowel in het Nederlands als in het Engels.
Nadat hij in 2017 een hartstilstand had doorgemaakt, ging Obbema tijdens zijn herstelperiode op zoek naar de zin van het leven.
Zijn interviews met diverse mensen leverden hem zeven inzichten op die in 2019 werden opgenomen in zijn boek De zin van het leven. In dit boek staan naast Obbema’s persoonlijke verhaal over zijn hartstilstand, een serie interviews die allemaal begonnen met de vaste beginvraag 'Wat is de zin van ons leven?' 
In zijn vervolgboek Een zinvol leven uit 2021 laat hij mensen vertellen waar het volgens hen in het leven om zou moeten draaien. Aan de vele meningen uit het boek kunnen lezers hun eigen mening toevoegen. Door het eigen levensverhaal op te tekenen, te beginnen met de vormende ervaringen uit de jeugd en vervolgens die uit de tijd van volwassenheid. De betekenis van die ervaringen kan helpen een soort levensles of motto te formuleren. Het scherp krijgen van de levensles kan nuttig zijn in tijden van tegenslag.

## Bestseller 60
| Boeken met noteringen in de Nederlandse Bestseller 60 | Jaar van verschijnen | Datum van binnenkomst | Hoogste positie | Aantal weken | Opmerkingen |
| ----------------------------------------------------- | -------------------- | --------------------- | --------------- | ------------ | ----------- |
| De zin van het leven                                  | 2019                 | 02-10-2019            | 4               | 26           |             |
| Een zinvol leven                                      | 2021                 | 06-10-2021            | 17              | 3            |             |
| Stervelingen                                          | 2023                 | 27-09-2023            | 41              | 2            |             |